# Клобук (соколярство)

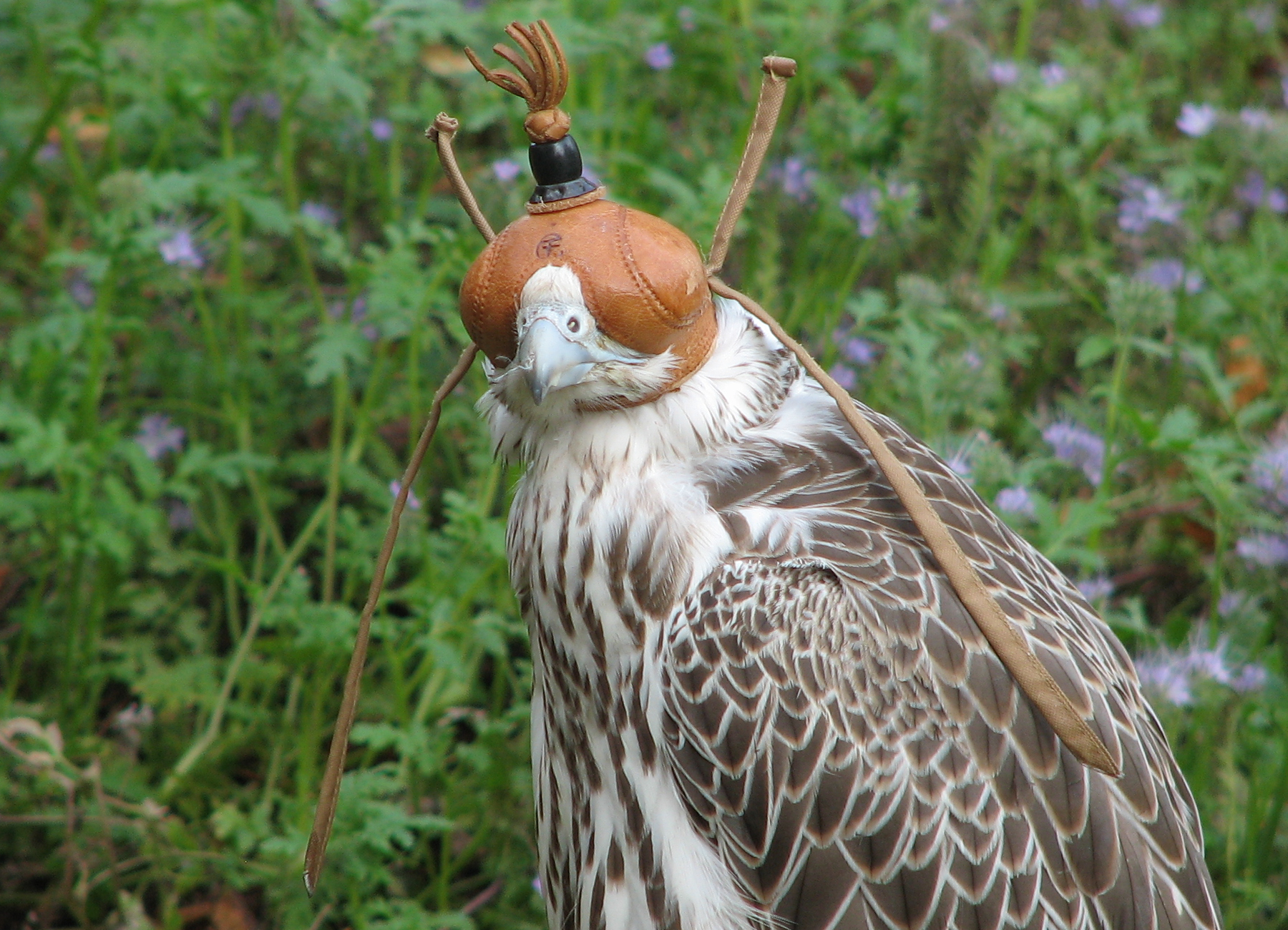
Сокіл у клобуку.

Клобу́к, клобучок або каптурик — у соколиному полюванні шапочка-ковпачок на голову мисливського птаха, який закриває йому очі. Виконує роль на́очнів чи шор.
Клобук виготовляється переважно зі шкіри. Він використовується для перевезення мисливських птахів і на полюванні з ними. Коли приручений хижак не може бачити він заспокоюється.

## Типи клобуків
Існує декілька типів клобуків, які використовуються в соколиному полюванні:
- Класичний клобук: найпоширеніший тип, повністю закриває очі птаха.
- Венеціанський клобук: відкритий ззаду, забезпечує певний огляд птаха.
- Французький клобук: має велику округлу форму, не дозволяє птаху бачити.
- Голландський клобук: загострений у верхній частині, часто прикрашений пером.
- Польський клобук: довгий і вузький, виготовлений з хутра.